# 観正院 (草加市)
観正院（かんじょういん）は、埼玉県草加市にある真言宗豊山派の寺院。

## 歴史
1605年（慶長10年）、法印俊賢によって開山された。当初の名称は「東照寺」であったが、1617年（元和3年）に江戸幕府初代将軍で大御所の徳川家康に「東照大権現」の神号が贈られた。そのため、幕府に憚って、「照」の字を「正」に変えて「東正寺」に改称した（避諱）。
1908年（明治41年）、埼玉県北足立郡新田村大字槐戸（現・草加市八幡町）にあった「観音寺」を合併した。その際に「恵日山東正寺」と「光明山阿弥陀院観音寺」から字を組み合わせた「恵光山観正院」に改称した。
現在の本尊は十一面観音であるが、過去の記録によれば、旧本尊は釈迦如来とも薬師如来ともいわれている。

## 文化財
- 寛文二年地蔵（庚申）立像（草加市指定文化財 昭和56年1月31日指定）[2]
- 延宝六年地蔵（庚申）立像（草加市指定文化財 昭和56年1月31日指定）[3]

## 交通アクセス
- 獨協大学前駅より徒歩19分。